# Банк Мизрахи-Тфахот
Банк «Мизра́хи-Тфахо́т» (ивр. בנק מזרחי טפחות‎) — одна из крупнейших банковских групп Израиля, включающая в себя одноимённый банк, который является третьим по величине в стране. Группа также владеет 50 % акций банка «Яхав». Банк «Мизрахи-Тфахот» работает в Израиле и за рубежом, занимаясь всеми сферами банковской деятельности для физических и юридических лиц, включая кредитование, ипотеку, депозиты, пенсионное обеспечение и финансовый консалтинг. Банк имеет около 200 отделений в Израиле. Операции Мизрахи-Тфахот за рубежом осуществляются через два филиала: в Великобритании и США.
Генеральным директором банка с сентября 2020 года является Моше Лари; председателем совета директоров — Ави Зельдман, сменивший на этом посту Моше Вайдмана в 2024 году. Головной офис банка располагается в Рамат-Гане.

## История
Банк «Мизрахи» был основан религиозно-сионистским движением «Мизрахи» в 1923 году в качестве финансового инструмента для частных лиц и учреждений, связанных с движением «Мизрахи». На учреждение была также возложена задача служить национальным общественным банком для всего ишува. Банк был основан с начальным капиталом в 10 000 египетских фунтов. Он эмитировал примерно 100 учредительных акций стоимостью в 1 египетский фунт каждая и 9900 обычных акций с такой же номинальной стоимостью. Согласно уставу, учредительные акции должны были оставаться в собственности движения «Мизрахи». В течение 1920-х годов оно активно занималось продажей акций банка в Подмандатной Палестине, США и Европе, в частности, на своих конференциях в США в 1923—1925 годах.
В 1969 году банк «Мизрахи» объединился с банком «Ха-поэль ха-мизрахи», образовав банк «Мизрахи ха-Меухад» (Объединённый банк «Мизрахи»). Новый банк имел 42 отделения по всей стране и активы в размере более 400 миллионов израильских лир.
С 1978 года банк «Мизрахи ха-Меухад» начал компьютеризацию всех своих отделений.
В 1983 году, на фоне экономического кризиса в Израиле, право собственности на банк было передано государству.
В 1995 году начался процесс приватизации банка, и группа «Офер-Вертхайм» приобрела 26 % его акций; в 1997 году она увеличила свою долю в банке до 51 % акций.
В 2004 году, в результате слияния банков «Мизрахи ха-Меухад» и «Тфахот», был образован банк «Мизрахи-Тфахот».
В 2008 году «Мизрахи-Тфахот» приобрёл 50 % банка «Яхав». Обсуждалась возможность дополнительной покупки «Мизрахи-Тфахот» 25 % акций этого банка, принадлежащих государству и федерации профсоюзов «Гистадрут».
В период с 2007 по 2017 год ипотечный портфель «Мизрахи-Тфахот» увеличился более чем в три раза и составил около 115 млрд шекелей, а его собственный капитал увеличился более чем вдвое, достигнув в марте 2017 года более 13 млрд шекелей.
В ноябре 2017 года «Мизрахи-Тфахот» купил «Юнион-Банк Израиля» за 400 миллионов долларов США, тем самым укрепив свои позиции третьего по величине израильского банка.

## Руководство и структура
Председатель совета директоров «Мизрахи-Тфахот» — Ави Зельдман, сменивший в 2024 году на этом посту Моше Вайдмана. В совет директоров также входят Эли Элрой, Рон Газит, Хана Файер, Моше Видман, Йонатан Каплан, Йосеф Плус, Гилад Рабинович, Эстери Гилаз-Ран и Илан Давид Кремер. Генеральным директором банка с сентября 2020 года является Моше Лари.

### Департаменты
Структура банка включает в себя следующие отделы:
- внутреннего аудита;
- информационный;
- кадровый;
- маркетинговый;
- операционной деятельности;
- по работе с бизнесом;
- розничный;
- технологический;
- управления проектами;
- управления рисками;
- финансовый;
- юридический.

### Дочерние бизнесы
- «Этгар» (управление инвестиционными портфелями)[18];
- «Мизрахи-Тфахот — доверительное управление активами»[19];
- Страховое агентство «Тфахот», предоставляющее ипотечное страхование[20];
- «Мизрахи-Тфахот — лизинг», предоставляющая услуги автолизинга[21];
- «Юнион-Банк Израиля» (основные направления — лизинг, инвестиции, девелопмент)[21].

## Конфликты
12 февраля 2020 года банк «Мизрахи-Тфахот» внесён в базу данных из 112 компаний, составленную ООН, причастных к содействию дальнейшей поселенческой деятельности Израиля на Западном Берегу реки Иордан и Голанских высотах.
5 июля 2021 года KLP, крупнейший пенсионный фонд Норвегии, заявил, что продаст свою часть банка «Мизрахи-Тфахот», а также 15 других коммерческих предприятий, фигурирующих в отчёте, из-за того, что, по утверждению ООН, «банковские и финансовые операции помогают развивать, расширять или поддерживать поселения и их деятельность» на оккупированных территориях.